# Río Batevito
El río Batevito o Batepito es un río ubicado al noreste del estado mexicano de Sonora cercano al límite divisorio con el estado de Chihuahua y corresponde a la cuenca hidrológica del río Yaqui. Es administrado por el Organismo de Cuenca Noroeste de la Comisión Nacional del Agua (CONAGUA). Su respectivo acuífero tiene un área de 1,140 km².

## Hidrografía
EL río Batevito nace en la localidad Junta de los Ríos, en el municipio de Agua Prieta, Sonora, fluyendo en dirección de norte a sur, a lo largo de su trayecto hacia el sur, se incorporan a este varios afluentes, en su mayoría, pequeños arroyos, como La Cueva, La Eme, La Cabellera, entre otros, hasta llegar a la localidad de Colonia Morelos, del mismo municipio de Agua Prieta, donde se une y desemboca al Río Bavispe, tiene una longitud total de 35 km aproximadamente.

## Estudios realizados anteriormente
- En 1980, la actual desaparecida Secretaría de Agricultura y Recursos Hidráulicos (SARH), realizó un estudio geohidrológico en el acuífero de este río, a través de la empresa Geoexploraciones y Construcciones, S.A., ejecutándose un total de 30 sondeos eléctricos para probar su resistividad, con una profundidad de 300 a 500 metros.
- En 1893, la empresa Geólogos Consultores, S.A., trabajó en un informe preliminar de los servicios de prospección geohdrológica en este acuífero, haciendo otros 30 sondeos eléctricos.
- En 2005 la Universidad de Sonora hizo un atlas de aguas subterráneas y una red de monitoreo piezométrico, donde el río Batevito fue incluido en dicho estudio, para la Comisión Nacional del Agua (CONAGUA), incluyendo temas como clima, precipitación, temperatura, geomorfología, vegetación.
- En 2007 la empresa Investigación y Desarrollo de Acuíferos y Ambiente, realizó una investigación de evaluzación regional hidrogeológica del río, para la empresa RAMMADSA, de Agua Prieta, Sonora, con el propósito de evaluar la recarga media anual que recibe su acuífero.
- En 2007, el Instituto Nacional de Estadística, Geografía e Informática (INEGI) formó una síntesis de información geográfica del estado de Sonora así como el estudio hidrológico del estado, incluyendo a este río en dicho trabajo.
- En 2008, el Servicio Geológico Mexicano actualizó los datos hidrológicos del río, todo esto, en convenio con Comisión Nacional del Agua.[2]